# 'Twas Ever Thus (film 1915)

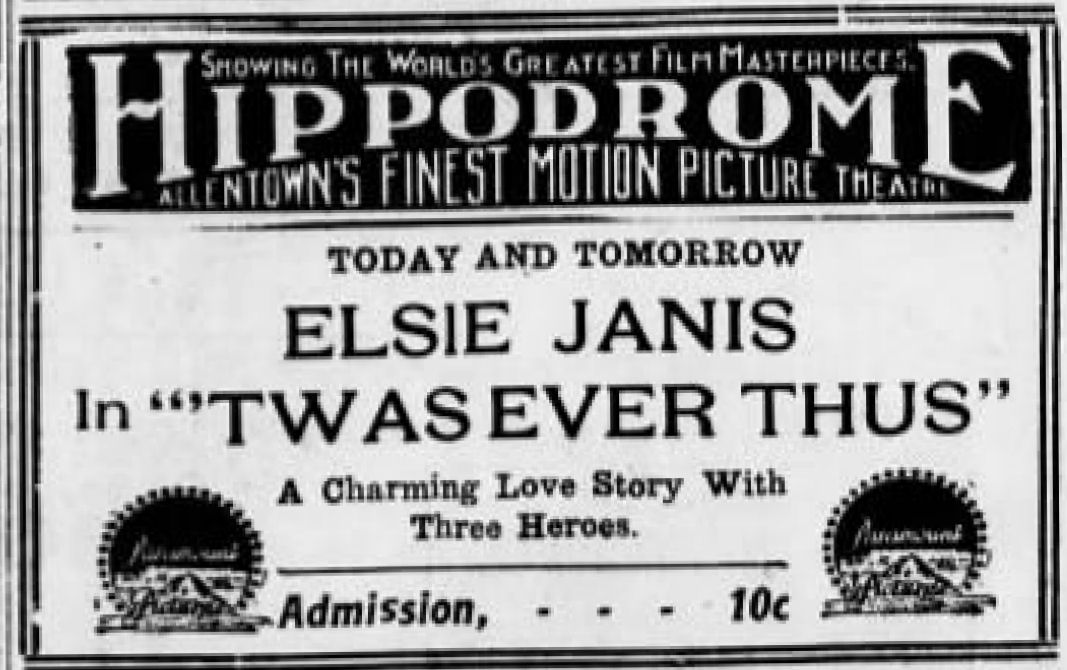
Locandina del film

'Twas Ever Thus è un film muto del 1915 prodotto da Hobart Bosworth per la sua casa di produzione, la Hobart Bosworth Productions. Alcune fonti accreditano come regista la sceneggiatrice Elsie Janis, che è anche una delle interpreti principali del film insieme allo stesso Bosworth e a Owen Moore e Myrtle Stedman.

## Trama
All'epoca degli uomini delle caverne, Long Biceps corteggia Lithesome usando i forzuti metodi dell'epoca, osteggiato dal padre di lei, che vuole impedire la loro unione.
Durante la guerra civile americana, Prudence Alden - che ha lasciato la sua casa di Boston per recarsi nel Sud dove si trova il fratello ferito - si innamora di Frank Warren. Il loro amore viene contrastato dal padre di lui, un colonnello, che dovrà però vedersela con il figlio, determinato a vincere la bella Prudence.
Nel 1915, Marian Gordon vorrebbe fare la romanziera, ma l'editore John Rogers la invita piuttosto bruscamente a uscir fuori per conoscere la vita vera. La ragazza, allora, trova lavoro come domestica in casa di Rogers: qui, si innamora di Jack, il figlio di Rogers. Riuscirà a conquistare il giovanotto, il papà e anche il successo, dopo essere riuscita a scrivere e a pubblicare un libro che diventa un best seller.

## Produzione
Il film, prodotto dalla Hobart Bosworth Productions, venne girato - per le scene ambientate nell'età della pietra - al Chatsworth Park di Chatsworth.

## Distribuzione
Distribuito dalla Paramount Pictures, il film uscì nelle sale cinematografiche USA il 23 settembre 1915.